# Jacques Perrin
Jacques Perrin, född Jacques-André Simonet 13 juli 1941 i Paris, död 21 april 2022 i samma stad, var en fransk skådespelare, filmproducent och filmregissör.

## Utmärkelser
Perrin har bland annat vunnit Volpipokalen för bästa manliga skådespelare 1966, samt Césarpriset för bästa produktion 1997 och för bästa dokumentär 2011.

## Filmografi i urval
- 1961 – Flickan med kappsäcken (roll)
- 1962 – Bröderna (roll)
- 1967 – Flickorna i Rochefort (roll)
- 1969 – Z – han lever (roll, producent)
- 1970 – Flickan med åsneskinnet (roll)
- 1976 – Seger under sång (producent)
- 1988 – Cinema Paradiso (roll)
- 2001 – Flyttfåglar (regi, manus, producent)
- 2001 – Vargarnas pakt (roll)
- 2004 – Gosskören (roll, producent)
- 2009 – Oceans (regi, manus)